# Градирня

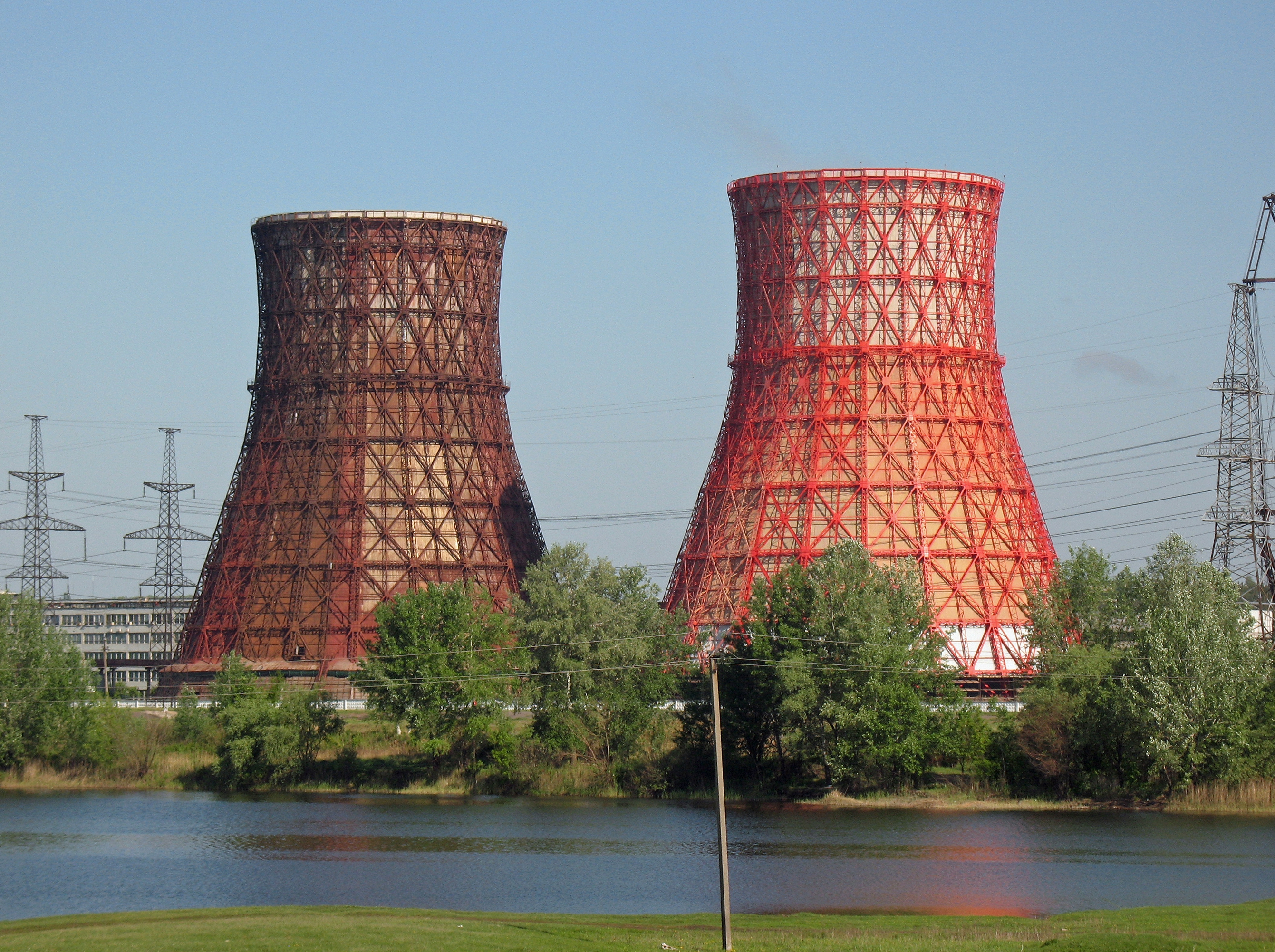
Дві гіперболоїдні градирні Харківської ТЕЦ-5

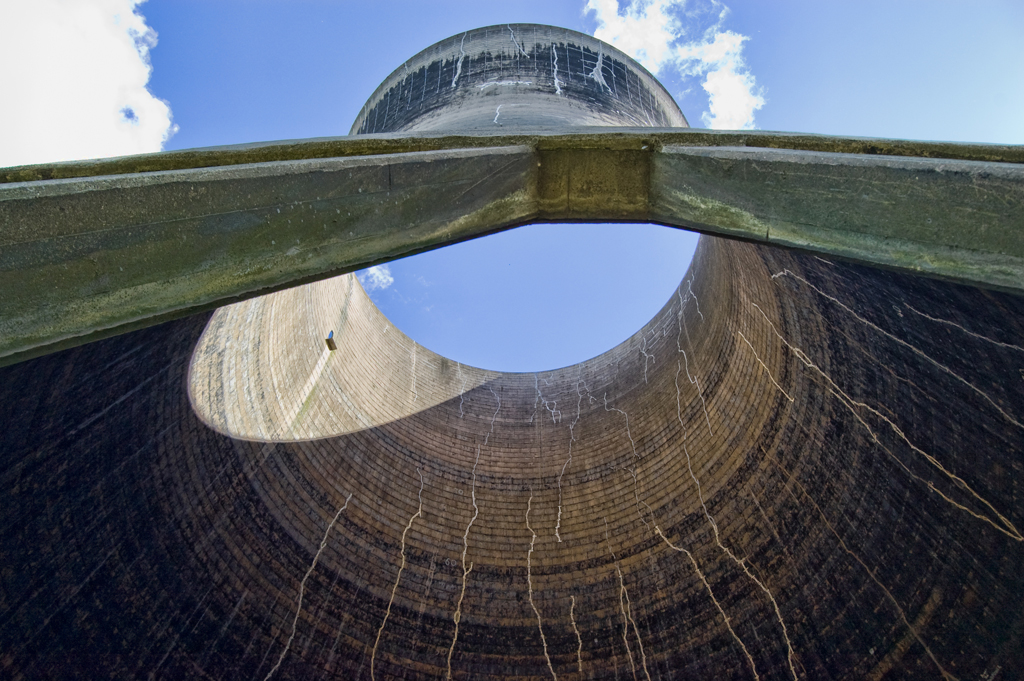
Градирня із середини, на покинутій станції в Йоркширі, Англія

Гради́рня, також ґради́рня, граді́льня (від нім. gradieren — «згущати, збагачувати соляний розчин», утвореного від лат. gradare — «підносити на вищий ступінь»; пор. «градація») — споруда у вигляді вежі для охолодження води атмосферним повітрям. Спочатку градирні застосовували для видобування солі випаровуванням.
Застосовується головним чином у системах оборотного водопостачання промислових підприємств (на шахтах, у хімічній, у атомній та іншій промисловості) та кондиціонування повітря.
Більшість промислових процесів і систем кондиціонування повітря виробляють тепло, яке повинно бути відведено і розсіяно. Зазвичай вода використовується як передавач для відведення тепла від промислових теплообмінних апаратів, конденсаторів холодильних машин і т. д.
У минулому це досягалося шляхом безперервної подачі води з міських систем водопостачання або з природних джерел води. Вода нагрівалася у міру проходження процесу теплообміну й скидалася в каналізацію або назад у поверхневе джерело води.
Зараз вода від комунальних підприємств стала надмірно дорогою через постійно зростаюче водоспоживання та високу вартість очищення стічної води. Аналогічно й охолоджуюча вода з природних джерел відносно недоступна у зв'язку з порушенням екологічної ситуації, викликаної скиданням води з підвищеною температурою.
З метою розсіювання тепла безпосередньо в атмосферу можуть застосовуватися апарати повітряного охолодження (АПО), але ціна і витрати електроенергії на привід вентиляторів цих пристроїв дуже високі.
Крім перерахованих недоліків, додається низька ефективність АПО, що можуть забезпечити температуру охолодженої води на 11 °С вище за температуру повітря за «сухим» термометром. Такі температури охолоджувальної води занадто високі для переважної більшості промислових процесів.
Градирні дозволяють подолати більшість з цих проблем, і є широко вживаними для розсіювання тепла від холодильних установок, систем кондиціонування і більшості промислових процесів. Витрати оборотних систем з градирнями складають тільки 5 % від загальної кількості циркулювальної води, що робить їх найдешевшим рішенням для систем з покупними водопостачанням. Також значення величини продування для систем з градирнями дуже низьке, що значно знижує вплив на навколишнє середовище. І найголовніше, градирні здатні охолодити воду до позначки, що всього на 2–3 °С перевищує температуру повітря за «вологим» термометром. Таким чином, температура води після градирень може бути на 20 °С нижче, ніж на виході з апаратів повітряного охолодження при порівняно однакових габаритних розмірах.

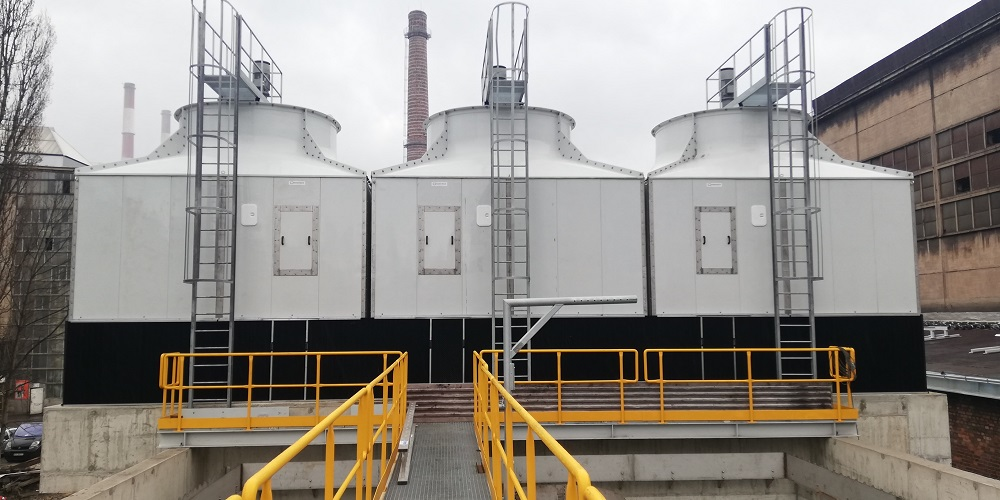
Вентиляторні градирні

Настільки ефективне охолодження досягається завдяки поєднанню ефекту теплопередачі та масопередачі. Нагріта вода подається у водорозподільчу систему і розпорошується на зрошувальне середовище, у яке закладено велику площу (до 150 м² поверхні на 1 м³ зрошувача) для контакту з атмосферним повітрям. Циркуляція повітря в градирні може створюватися вентиляторами, конвективними потоками, природними потоками або внаслідок явища ежекції від форсунок. При контакті з повітрям частина води змінює агрегатний стан з рідкого на пароподібний, що супроводжується поглинанням тепла. Таким чином, тепло пароутворенням передається від води в рідкому стані до повітряного потоку.